# آتشکده کرمجگان
آتشکده کرمجگان مربوط به دوره ساسانی است و در شهرستان کهک، بخش مرکزی، روستای کرمجگان واقع شده‌است. این اثر در تاریخ ۹ اردیبهشت ۱۳۸۲ با شماره ثبت ۸۶۳۷ به عنوان یکی از آثار ملی ایران به ثبت رسیده‌است.